# Бессознательное
Бессозна́тельное — совокупность психических процессов и явлений, не входящих в сферу сознания субъекта, то есть в отношении которых отсутствует контроль сознания.
Также бессознательное — разновидность психических рефлексов. Согласно Карлу Густаву Юнгу, любое явление может стать бессознательным в той или иной степени. Термин «бессознательное» используется в философии, психологии, психоанализе, психиатрии, психофизиологии, в юридических науках, искусствоведении и других дисциплинах. В психологии бессознательное обычно противопоставляется сознательному, однако в рамках психоанализа бессознательное (Ид) и сознательное рассматриваются как компоненты личности разного уровня. Многое из того, что относится к двум другим структурам психики (Я и Сверх-Я), также разноуровнево присутствует в сознании.

## Несколько основных классов проявлений бессознательного
1. Неосознаваемые мотивы, истинный смысл которых не осознаётся в силу их социальной неприемлемости или противоречия с другими мотивами.
2. Поведенческие автоматизмы и стереотипы, действующие в привычной ситуации, осознание которых излишне в силу их отработанности.
3. Подпороговое восприятие, которое в силу большого объёма информации не осознаётся.
4. Надсознательные процессы: интуиция, творческое озарение, вдохновение.
5. Ошибочные действия: оговорки, описки, ошибки при прослушивании слов.
6. Сновидения: по Фрейду, в них скрыты вытесненные в бессознательное различные желания человека, которые при бодрствовании подвергаются «цензуре» Я и Суперэго.
7. Бессознательные установки: убеждения, стереотипы мышления. В основном, бессознательные установки не мешают нам жить, даже если они рационально не обоснованны.
8. Неосознаваемые установки по Д. Н. Узнадзе.
9. Влечение к жизни, но избегание смерти. (Продолжение рода человеческого. Пройти весь жизненный путь).

## История
Истоки идеи бессознательного можно усматривать в учении Платона о познании-воспоминании.
Иной характер она получила после постановки Р. Декартом проблемы сознания. Идеи Декарта, утверждавшего тождество сознательного и психического, послужили источником представлений о том, что за пределами сознания может иметь место только чисто физиологическая, но не психическая, деятельность мозга.
Концепция бессознательного впервые чётко сформулирована Г. Лейбницем («Монадология», 1720), трактовавшим бессознательное как низшую форму душевной деятельности, лежащую за порогом осознанных представлений, возвышающихся, подобно островкам, над океаном тёмных перцепций.
Первую попытку строго материалистического объяснения бессознательного предпринял Д. Гартли (Англия), связавший бессознательное с деятельностью нервной системы.
Немецкая классическая философия касалась в основном гносеологического аспекта бессознательного. И. Кант связывает бессознательное с проблемой интуиции, вопросом о чувственном познании (бессознательный априорный синтез).
Иной характер обрело бессознательное у поэтов-романтиков и теоретиков романтизма, развивавших в противовес рационализму Просвещения своего рода культ бессознательного как глубинного источника творчества.
Иррационалистическое учение о бессознательном выдвинул А. Шопенгауэр, продолжателем которого выступил Э. Гартман (книга Философия бессознательного), возвёдший бессознательное в ранг универсального принципа, основы бытия и причины мирового процесса.
В XIX веке началась линия собственно психологического изучения бессознательного (И. Ф. Гербарт, Г. Фехнер, В. Вундт, Т. Липпс — Германия). Динамическую характеристику бессознательного вводит Гербарт (1824), согласно которому несовместимые идеи могут вступать между собой в конфликт, причём более слабые вытесняются из сознания, но продолжают на него воздействовать, не теряя своих динамических свойств.
Новый стимул в изучении бессознательного дали работы в области психопатологии, где в целях терапии стали применять специфические методы воздействия на бессознательное (первоначально — гипноз). Исследования, особенно французской психиатрической школы (Ж. Шарко и др.), позволили вскрыть отличную от сознательной психическую деятельность патогенного характера, не осознаваемую пациентом.

## Отличия подсознания и бессознательного
Различают эти понятия, в основном, в области психологии. Причиной этому служит то, что в психодинамической психологии слово «бессознательное» чаще употребляется в значении психической области, а не качества, присущего психическим явлениям. Фрейд понимал под бессознательным продукт вытеснения. Некое вместилище вытесненных эмоций, желаний и фантазий. Такое понимание о бессознательном было расценено как не соответствующее критерию научности — что оно фальсификат. В то время, как подсознание — синоним, означающий бессознательное, в котором протекают когнитивные процессы, без прямого отображения в сознании и которые впоследствии могут проявиться в виде инсайтов интуиции. Так в подсознание входит эксплицитная память (декларативная) лишь частично и имплицитная память (процедурная) полностью. Всё это находится в бессознательном (в подсознании) в той или иной степени. Существование подсознания (бессознательного) — научный факт, имеющий множество подтверждений.[каких?]

## Психология
Психолог Жак Ван Риллаер (Jacques Van Rillaer) утверждал, что Зигмунд Фрейд не был первым, кто открыл бессознательное. Американский философ и психолог Уильям Джеймс в 1890 году (тогда о психоанализе еще никто не знал), в трактате по психологии «Принципы психологии» исследовал, как немецкий философ Артур Шопенгауэр, немецкий философ Эдуард фон Гартман, французский психолог Пьер Жане, французский психолог Альфред Бине и другие, уже использовали термины «бессознательное» и «подсознание». Эдуард фон Гартман написал книгу «Философия Бессознательного» в 1869 году.
Более того, немецкие психологи XIX века немецкий врач и психолог Густав Фехнер и немецкий физиолог и психолог Вильгельм Вундт начали использовать термин «бессознательное» в экспериментальной психологии в контексте множества смешанных чувственных данных, которые разум создаёт на бессознательном уровне, прежде чем раскрыть их как убедительную тотальность в сознании.

## Бессознательное в работах З. Фрейда
Зигмунд Фрейд утверждал, что многие действия, в реализации которых человек не отдаёт себе отчёт, имеют неосознаваемый характер. В бессознательное вытесняются наши тайные желания и фантазии, которые противоречат общественной морали и общепринятым нормам поведения, а также слишком нас тревожат, чтобы быть осознанными. Им было рассмотрено, как та или иная мотивация проявляется в сновидениях, невротических симптомах и творчестве. Известно, что главным регулятором человеческого поведения служат влечения и желания субъекта. Будучи лечащим врачом, он столкнулся с тем, что эти неосознаваемые переживания и мотивы могут серьёзно отягощать жизнь и даже становиться причиной нервно-психических заболеваний. Это направило его на поиски средств избавления своих анализантов от конфликтов между тем, что говорит их сознание, и потаёнными, слепыми бессознательными побуждениями. Так родился фрейдовский метод исцеления души, названный психоанализом.

## Бессознательное в работах К. Г. Юнга

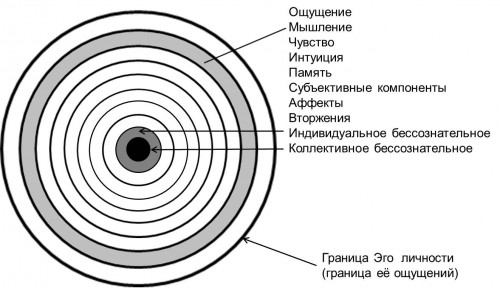
Структура психе по Юнгу, показанная им на Тэвистокских лекциях

В дальнейшем понятие бессознательного было существенно расширено. В частности, Карл Густав Юнг в рамках созданной им дисциплины — аналитической психологии — ввёл термин «коллективное бессознательное», и существенно изменил его значение по сравнению с психоанализом.
По мнению Юнга, бессознательное имеет два основных слоя: личное (индивидуальное) бессознательное и коллективное бессознательное. В отличие от психоанализа, юнгианство добавляет к личному бессознательному ещё коллективное, последнее есть совокупность статичных форм (эти формы Юнг назвал архетипами, или доминантами (устар.)), которые являются врождёнными и могут быть актуализированы. Коллективное бессознательное несёт в себе возможность наполнения архетипов содержанием, иными словами, коллективное бессознательное содержит в себе формы, лишённые содержания, такие формы Юнг назвал проформами (синонимично архетипу). В то время как индивидуальное — информацию психического мира конкретного человека, то есть формы, наполненные личным содержанием, но не ассимилированные (полностью или частично) сознанием (в силу этого они оказывают аттрактивное влияние на сознание).

## Бессознательное в работах Лакана
Французский психоаналитик Жак Лакан предложил гипотезу, что «бессознательное структурировано как язык», именно поэтому психоанализ — в отличие от психотерапии и психологии — работает с речью пациента, с его включённостью в мир значений, с его субъективным становлением в языке. Одной из психоаналитических техник, разработанных Лаканом стала «клиника означающего»: в самом основании субъекта лежит его встреча со словом, поэтому и возможен перевод, перезапись внутри психического аппарата, а talking cure может выступать действенным терапевтическим механизмом даже в самых тяжёлых психотических случаях. Вместе с тем, нельзя понимать тезис Лакана буквально и настаивать на том, что бессознательное — это и есть язык, а психоанализ представляет собой своеобразную языковую игру между аналитиком и анализантом. Тезис Лакана представляет собой метафору: бессознательное подобно языку, работает по схожим правилам, но не исчерпывается законами лингвистики, поэтому и «клиника означающего» является лишь одним из возможных методов работы с бессознательным, развиваемых в современных лакановских школах.

## Бессознательное в исследованиях советской школы
В советской психологии проблема бессознательного разрабатывалась особенно в связи с теорией установки Д. Н. Узнадзе. Психофизиологические аспекты бессознательного, изучавшиеся И. М. Сеченовым и И. П. Павловым, исследуются в связи с анализом сна и гипнотических состояний, корковых и подкорковых образований, явлений автоматизма в трудовой и спортивной деятельности и т. д. В последнее время обсуждаются возможности применения кибернетических представлений и методов моделирования бессознательного.

### Комментарии
1. ↑  По мнению австрийского психолога и философа Виктора Франкла «в нашем различении сознаваемого и бессознательного отсутствует не только относительный, но и вообще какой-либо четкий критерий, связанный с человеческим бытием. Это различение не имеет никакого подлинного критерия, потому что абсолютно не содержит критерия подлинности»[1]